# Лефе (бира)
 Тази статия е за белгийската абатска бира.  За града в Италия вижте Лефе.  
Лефе (на нидерландски: Leffe) е марка белгийска абатска бира, тип ейл, произведена и бутилирана от пивоварната компания „Анхойзер-Буш ИнБев“ (Anheuser-Busch InBev), Льовен, Белгия. „Лефе“ e една от белгийските марки бира, които имат правото да носят логото „Призната белгийска абатска бира“ (Erkend Belgisch Abdijbier), обозначаващо спазването на стандартите на „Съюза на белгийските пивовари“ (Unie van de Belgische Brouwers).

## История
Историята на бирата „Leffe“ е свързана с абатството „Notre Dame de Leffe“, основано през 1152 г. до гр. Динан, в южнобелгийската провинция Намюр на брега на река Маас. Първите писмени източници за варене на бира в абатската пивоварна датират от 1240 г.
През следващите столетия абатството често е подлагано на нападения, ограбване и разрушения. През 1460 г. абатството е почти напълно разрушено от силно наводнение, а скоро след възстановяването му, през 1466 г. е завзето, разграбено и опожарено от войските на бургундския херцог Карл Смели.
През 1735 г. голяма част от абатската пивоварна е разрушена от унгарски хусари, разквартировани в манастира и неговите околности. По време на Френската революция Динан е завзет от френски революционни войски. Всички имоти на църквата и нейните ордени и манастири са конфискувани и през 1796 г. монасите са принудени да напуснат абатството.
След 1796 г. пивоварството на територията на манастира постепенно запада и през 1809 г. е напълно преустановено.
През 1929 г. абатство Тонгерло е частично разрушено от пожар и част от неговите монаси намират убежище в абатство Лефе и възстановяват монашеския живот, но за възстановяване на производството на бирата Leffe трябва да изминат още 50 години. Първата кафява бира Leffe от началото на XIX в. е сварена през 1952 г. със съдействието на пивоварната „Brasserie Lootvoet“ в Overijse и веднага печели голяма популярност и много ценители.
През 1977 г. производството се поема от пивоварната „Brasserie Artois“ и се премества от Overijse на Mont-Saint-Guibert. През 1987 г. „Artois Breweries“ се слива с „Piedboeuf“ и се създава компанията „Brasserie Interbrew“. През 2004 г. „Interbrew“ се обединява с бразилската компания „AmBev“, като обединената компания е наречена „InBev“. През 2008 г. „InBev“ се слива с американската компания „Anheuser-Busch“, в резултат на което се формира най-големия производител на бира в света „Anheuser-Busch InBev“. Leffe е една от международните търговски марки на този пивоварен гигант. Бирата Leffe се произвежда в пивоварната „Stella Artois“ в белгийския град Льовен и се продава в повече от 60 страни по света, вкл. и в България.
Leffe става една от първите марки абатска бира, производството на която е поверено на голяма пивоварна компания. Абатство Лефе получава парични отчисления за използване на търговската марка и наименованието Leffe. В гр. Динан се намира и музей на бирата Leffe.

## Търговски марки
Търговския асортимент на бирата Leffe включва следните марки:
- Leffe Blonde – светла силна бира с алкохолно съдържание 6,6 %. Отличава се със златист цвят, плътност, леко пикантен вкус и плодов аромат, с нотки на кориандър, банан и ябълка. Нейната уникалност се състои в баланса между плодова сладост, сила и мекота.
- Leffe Brune – тъмна силна бира с алкохолно съдържание 6,5 %. Има махагоново-кафяв цвят, сладък и пикантен вкус и аромат на подправки, тъмни плодове, малц и печен карамел.
- Leffe Tripel – светла силна бира с алкохолно съдържание 8,4 %. Отличава се със златисто-оранжев цвят и пикантен плодов вкус с нотки на кориандър, свеж лимон и цитрусови плодове, със средна плътност.
- Leffe Radieuse – полутъмна силна бира с алкохолно съдържание 8,2 % и бакърено-кафяв цвят. Съчетава силен плодов вкус с нотки на сух хмел и аромат на банани, цитрусови плодове, кориандър и карамфил с лека острота.
- Leffe 9 ° – силна бира с алкохолно съдържание 9 % и дълбок златист цвят, с богат и плътен вкус и аромат.
- Leffe Ruby – бира с алкохолно съдържание 5 %. Отличава се с червен цвят на бъзов сок, сладък вкус и аромат на ягоди, малини, боровинки и цитруси. Произвежда се в ограничени количества. В магазините се предлага от юни до септември.
- Leffe Noël – бира с алкохолно съдържание 6,6 %, червено-кафяв цвят и вкус и аромат на карамел и цитрусови плодове. Вари се и се продава само около Коледа.
- Leffe Lentebier (Printemps) – бира с алкохолно съдържание 6,6%. Наситен цвят с червени акценти, с богат плодов букет, деликатен пикантен аромат на карамфил и ванилия в комбинация с лек привкус на карамел. Леко сладка, горчивината е балансирана. Произвежда се в ограничени количества, сезонна бира – вари се и се продава през пролетта.

## Галерия
- Leffe Blonde
- Leffe Brune
- Leffe Tripel
- Leffe Radieuse
- Leffe 9 °
- Leffe Noël
- Leffe Lentebier
- Каса Leffe 12 Х 0,33 л.